# Test de Szondi
 (décembre 2014).
Le test de Szondi est un test projectif utilisé en psychologie et en psychiatrie, créé par Léopold Szondi, médecin, psychopathologiste  hongrois, père de Péter Szondi et fondateur de la « psychologie du destin ».

## Passage du gène à la pulsion: le test
Bien que son travail fut au départ essentiellement fondé sur des enquêtes généalogiques, Szondi construisit progressivement un outil pour rendre plus aisée sa démarche : le test de Szondi. À son époque, la photographie était souvent utilisée pour faciliter les connaissances en psychiatrie, et c'est dans cette perspective que Szondi a rassemblé des photographies de personnes diagnostiquées comme porteuses d'une affection psychiatrique afin de réaliser une évaluation psychologique.
L'idée du test est simple, son interprétation l'est beaucoup moins. Dans les préférences de l'individu s'exprime la dynamique pulsionnelle. Les photographies ont été sélectionnées pour refléter le visage de gens qui ont vécu au plus près d'une pulsion en particulier. En regroupant les visages qui correspondent à l'ensemble des pulsions soupçonnées dans ses recherches, Szondi a mis en forme un tour d'horizon de la vie pulsionnelle humaine.
Au cours de la passation du test, nous sommes invité(e)s à choisir des photographies selon notre sympathie ou notre antipathie. Notre rejet exprime tout autant que notre sympathie la configuration de notre état pulsionnel. En effet, nos affinités résultent en droite ligne de l'activité de nos pulsions. Celles-ci nous « obligent à choisir » les photographies qui leur correspondent exactement.
Avec l'usage du test, l'étude des facteurs génétiques s'est muée au cours des années vers l'étude des pulsions à l'œuvre dans nos choix : amoureux, professionnel, celui de la maladie, etc. C'est le « tropisme pulsionnel » entendu comme affinité entre l'interne et l'externe, un lien qui est somme toute permanent, structuré et précis, à tel point que nous n'hésitons pas à parler de « destin pulsionnel » pour qualifier la vie d'une personne soumise à la spécificité au long cours de ses pulsions. Analyser ce tropisme pulsionnel et le décrypter, c'est à proprement parler « l'analyse du destin ».

## L'analyse du Destin
Fondateur de la « psychologie du destin », appelée également « analyse de la destinée », Szondi a élaboré un véritable système pulsionnel à partir de son instrument testologique, initialement dénommé « diagnostic expérimental des pulsions », mais qui a été par la suite très vite baptisé, comme bien d’autres, du nom de son créateur.
Élaboré avant la Seconde Guerre mondiale, c'est un test non verbal. Nous avons vu qu'il consiste en un choix de photographies : en tout 48 personnes qui révèlent quatre pulsions principales déclinées en huit facteurs - besoins - pulsionnels (deux facteurs par pulsion). Le facteur est représenté six fois de suite : il y a ainsi six séries de huit photographies. Le sujet testé se prononce sur ses choix antipathiques et sympathiques six fois de suite. Parfois, il choisit positivement un besoin pulsionnel, mais au tour suivant, il peut le rejeter. Le compte des choix positifs et négatifs pour le même facteur pulsionnel (3/3, 1/5, 2/0, etc.) donnent différents profils pulsionnels.
La théorisation du test repose sur un tronc commun qui comprend les aspects techniques et les premiers éléments d'interprétation. Ensuite apparaissent deux courants théoriques : l'un dit « orthodoxe » (majoritaire dans les pays non francophones), l'autre à la suite du penseur belge flamand, Jacques Schotte (majoritaire dans les pays francophones).

### Le super discours
L'idée de l'analyse du Destin repose sur le fait que le discours szondien se place au-dessus des autres discours : professionnel, amoureux, morbide, théorique, etc. C'est en quelque sorte un « super discours » qui se donne la compétence d'estimer la pertinence des autres discours en fonction de critères pulsionnels.
Par exemple, le discours de Jacques Lacan pourrait apparaître au test de Szondi comme celui du penseur à la « parole pleine » : le signifiant a valeur de signifié. C'est un « saut » logique dans le langage qui ne va pas de soi et que le test permet de dépister dans d'autres conditions que celle de cet éminent penseur, par exemple, dans le discours délirant du paranoïaque, le discours narcissique du pervers, etc.
Ce rapprochement audacieux avec Lacan exprime l'idée que les mêmes pulsions sont responsables à la fois de nos facultés intelligibles et de leurs usages à des fins moins tolérées. Il n'est pas facile de faire la part des choses étant donné que la libido pulsionnelle circule et modifie sa configuration. Il ne faut donc pas juger sur un seul profil (le fait de passer une fois le test de Szondi), et savoir relativiser avec d'autres profils obtenus ultérieurement.

### La passation du test
Concrètement, on obtient un profil en suivant la procédure suivante :
- demander à la personne de choisir deux photographies sur huit qui sont posées devant elle sur la table, le critère pour les choisir est qu'elle estime ces deux visages de façon antipathique ;
- elle continue avec les six photographies restantes en choisissant deux autres photographies qu'elle juge cette fois de manière sympathique :
- on met de côté les quatre photographies non choisies, et on recommence avec huit autres photographies.
- en tout, on a utilisé six paquets de huit photographies. Comme il en reste quatre non choisies pour chaque paquet de huit, il est possible de faire un deuxième tour pour les huit paquets, et c'est ce que l'on fait.

### Le profil pulsionnel
Par exemple, en choisissant certaines photographies selon une certaine récurrence, le test permet de se faire une idée du profil pulsionnel d'une personne. L'idée du Destin découle de la fine connaissance des profils pulsionnels, de l'habitude de certains choix, c'est-à-dire de ce qui va caractériser cette personne dans son choix amoureux, professionnel (le test « BBT » est dérivé de la grille de lecture du szondi), celui de la maladie, etc. En pratique, on peut se faire une plus ou moins bonne idée selon son expérience, le type de profil pulsionnel, et d'autres critères. En fait, il est possible de sentir « d'où vient le vent chez une personne », c'est-à-dire de se faire une petite idée des forces pulsionnelles qui agissent sur une personne au long cours, ce qui la caractérise de façon structurale dans ses choix.

## Critiques
Le test de Szondi a suscité diverses critiques, notamment sur les plans méthodologiques et éthiques.
Certains critiques soutiennent que le test de Szondi manque de validité scientifique et de fondement empirique solide, les résultats pouvant être sujets à des interprétations subjectives et variées.
Par ailleurs, le test de Szondi utilise des photographies de personnes atteintes de troubles mentaux, ce qui soulève des questions éthiques, en particulier concernant la stigmatisation des personnes souffrant de troubles psychiatriques..
Il pose également la question de considérer l'homosexualité comme étant un trouble mental, ce qui ne va pas sans poser des questions.